# Anthidium maculosum
Anthidium maculosum är en biart som beskrevs av Cresson 1878. Anthidium maculosum ingår i släktet ullbin och familjen buksamlarbin. Inga underarter finns listade.

## Beskrivning
Som de flesta medlemmar av släktet är arten svart med gula band på bakkroppen, för denna art i form av avbrutna tvärband.

## Ekologi
Anthidium maculosum är ingen ovanlig art i sitt utbredningsområde, men den undviker alltför torra habitat. Födomässigt är den generalist, och besöker blommande växter från många olika familjer som isörtsväxter, korgblommiga växter, strävbladiga växter, kransblommiga växter, grobladsväxter, rosväxter, verbenaväxter samt ärtväxter, även om det förefaller som den har en viss förkärlek för käringtandssläktet i den sistnämnda familjen.
Arten är ett solitärt, det vill säga icke samhällsbildande bi där varje hona själv sörjer för sin avkomma. Honan klär larvcellerna med bomullsliknande hår hon hämtar från växter.

## Utbredning
Arten finns i södra Nordamerika från Kalifornien och Oregon österut till South Dakota, Colorado och Texas i USA samt hela Mexiko. Fynd har även gjorts i Mellanamerika.